# Eulalia shrirangii
Eulalia shrirangii är en gräsart som beskrevs av Salunkhe och Potdar. Eulalia shrirangii ingår i släktet Eulalia och familjen gräs. Inga underarter finns listade i Catalogue of Life.